# Доисторическая Шотландия

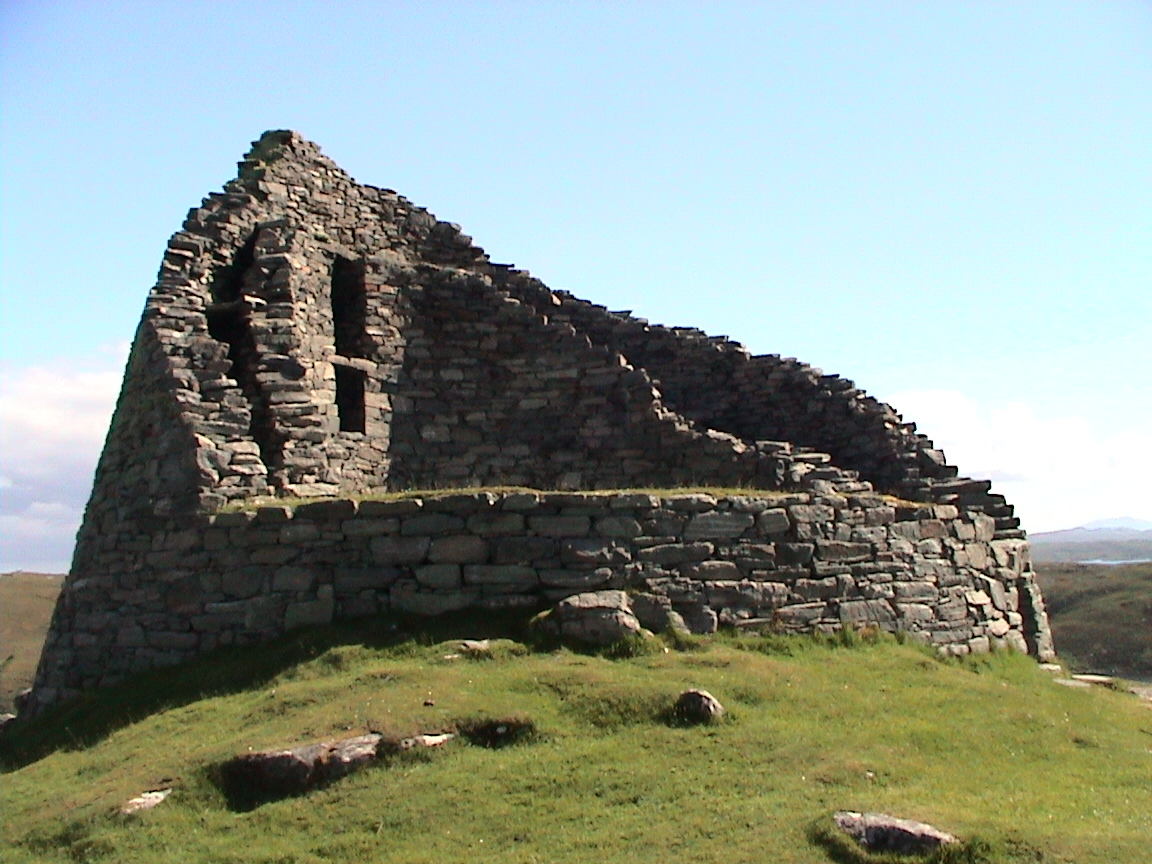
Руины Дун-Карловея — броха железного века

Доисторический период в истории Шотландии охватывает часть истории Шотландии со времён первого засвидетельствованного археологами появления человека и до появления письменных источников. Представления о данном периоде, в том числе датировка, основаны исключительно на данных археологии и привязаны к типовым для определённого периода археологическим памятникам.
Окончанием доисторического периода считается прибытие римлян на юг Шотландии в I в. н. э. С этого момента начинается протоисторический период (коренное население Шотландии ещё не имеет своей письменности, но уже известно из упоминаний в римских источниках). Квинт Петиллий Цериал первым повёл свои легионы в Шотландию около 71—74 гг. н. э. Значительная часть территории Шотландии так никогда и не была занята римлянами, и их влияние в этой части Британии было минимальным.

## Краткий обзор
Следы обитания неандертальца или современного человека в Шотландии, относящиеся к межледниковьям плейстоцена, до настоящего времени не обнаружены, хотя теоретически такие миграции были возможны, о чём говорит наличие памятников клектонской индустрии в соседней Англии. Возможно, следы того периода были полностью уничтожены под ледниковым щитом. Первые следы человека отмечены в Шотландии лишь со времён окончания последнего оледенения в 11 тыс. до н. э., когда начался продолжающийся до настоящего времени Фламандский межледниковый период. С того времени ландшафт Шотландии претерпел существенные изменения под влиянием как природных, так и антропогенных факторов.
В эпоху последнего оледенения и несколько тысячелетий после её окончания уровень моря был ниже современного в связи с существованием массивного ледяного щита, постепенно отступавшего на север. По этой причине Оркнейский архипелаг и многие из Внутренних Гебридских островов соединялись с Британией и/или с континентальной Европой. На территории большей части Северного моря вплоть до конца мезолита существовал крупный участок суши, известный как Доггерленд (где ныне находится банка Доггер), что позволяло ранним поселенцам относительно легко мигрировать по территории Шотландии. Последующий изостатический подъём почвы стал причиной того, что современным палеогеологам трудно однозначно установить древнюю береговую линию; в частности, вдоль побережья Шотландии до сих пор существуют многочисленные поднятые берега.
Многие из археологических памятников располагаются на территории Северо-Шотландского нагорья и прилегающих островов — Оркнейских, Шетландских и Гебридских. Возможно, это связано с тем, что современное население этих территорий относительно немногочисленно, и памятники длительное время оставались нетронутыми. Кроме того, большая часть этой территории была покрыта торфом, что способствовало сохранению каменных фрагментов, хотя связанная с этим повышенная кислотность приводила к разложению органических материалов. Также множество важных находок сделано на Оркнейском архипелаге, где преобладают песок и пригодные для земледелия земли. Древние сооружения могли здесь сохраниться из-за страха местных жителей перед ними и возникших вокруг них культов.
Отнесение находок на территории Шотландии к различным археологическим периодам — непростая задача. Палеолит продолжался до отступления ледникового щита, мезолит — до внедрения земледелия, а неолит — до начала обработки металлов. Однако эти процессы, вероятно, происходили не синхронно в различных частях Шотландии. Ряд поселений существовали достаточно длительное время; в особенности непросто бывает отделить неолит от более поздних слоёв.

## Условные обозначения
| Буква | Тип                   | Описание |
| ----- | --------------------- | --- |
| (B)   | Костные останки       | Человеческие или животные останки, включая скелетные кости, зубы, раковины, исследуемые при помощи методов зооархеологии. |
| (E)   | Экологические         | Природные явления, включая геологические и климатические события.                                                         |
| (F)   | Фундаменты сооружений | Следы обработки почвы, остатки древесины или обработанного камня.                                                         |
| (O)   | Органика              | Биофакты — остатки когда-то живших организмов.                                                                            |
| (M)   | Металл                | Металл, переработанный людьми в орудия, украшения и др.                                                                   |
| (P)   | Керамика              | Обычно осколки разбитых сосудов — целые артефакты встречаются редко.                                                      |
| (S)   | Камень                | Каменные орудия, камень как строительный материал, мегалиты или природные каменные объекты.                               |

Ссылки, приведённые в описаниях конкретных объектов, относятся ко всей соответствующей строке таблицы.

## Верхний палеолит
| Датировка (до н. э.) | Местонахождение         | Описание | Тип |
| 12000                | Биггар, Южный Ланаркшир | Кремнёвые артефакты, обнаруженные на Хоберн-Фарм близ деревни Элсрикл в холмах Пентланд в 2005. Были датированы лишь в 2009 г. Это древнейший след обитания человека в Шотландии в верхнем палеолите. | (S) |

## Мезолит

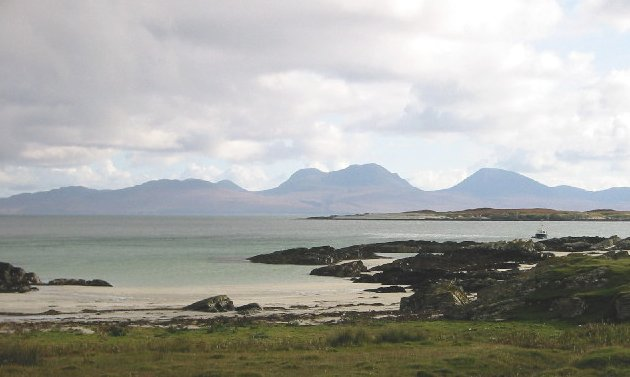
Побережье о. Оронсей, на заднем плане — Джура. На обоих островах обнаружены следы человеческих поселений эпохи мезолита.

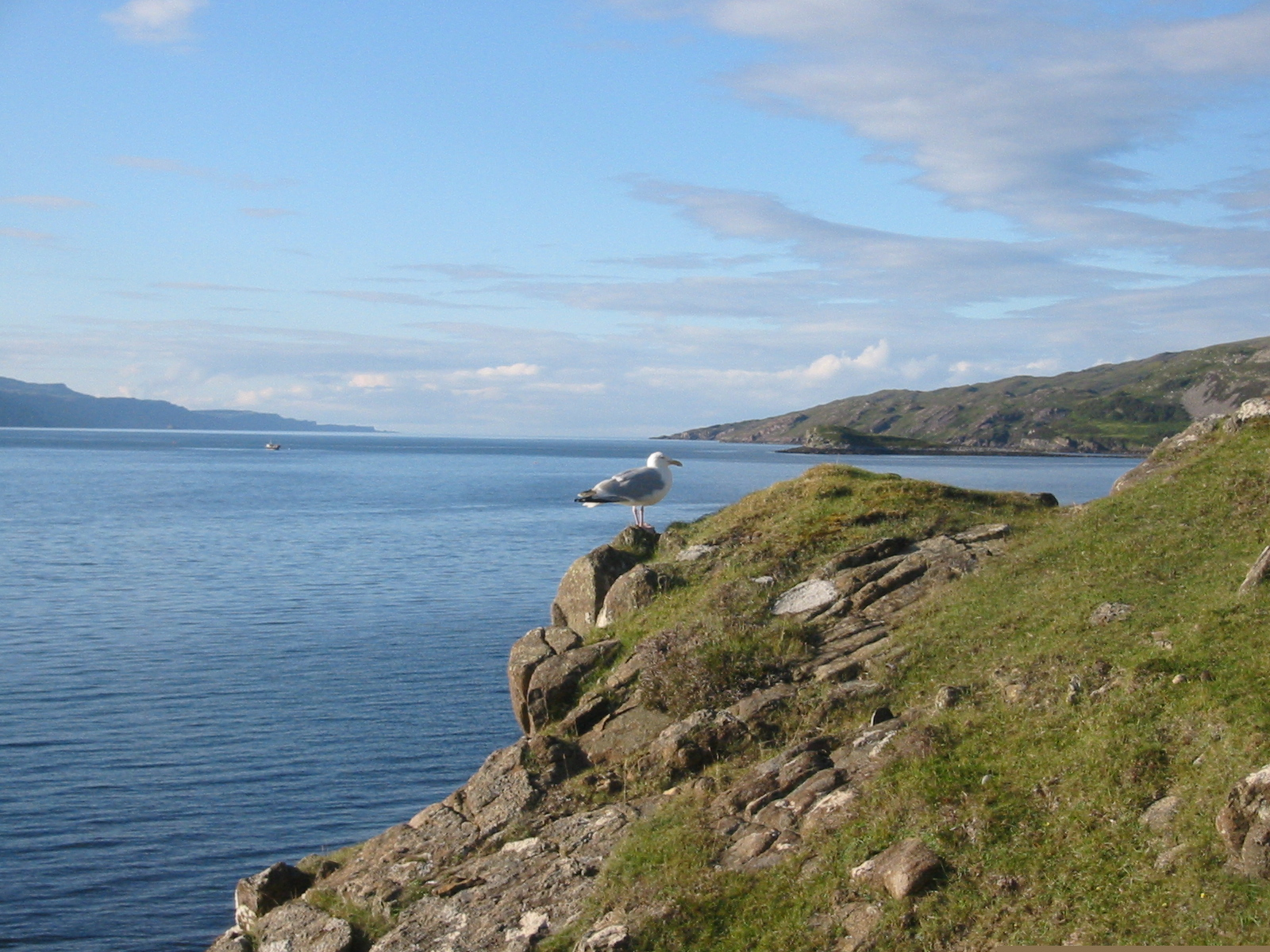
Внутренний Пролив (Иннер-Саунд), вид на север

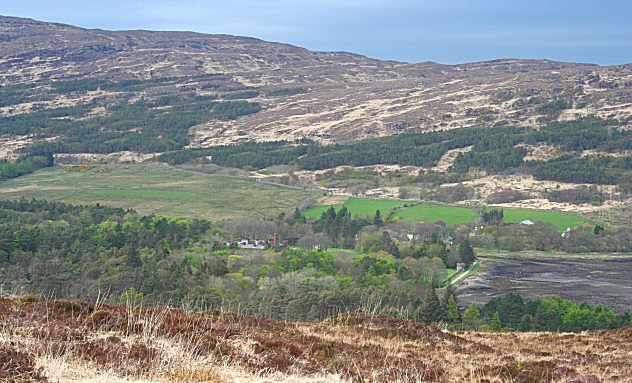
Кинлох у озера Лох-Скресорт, Рам

Около 14 тыс. г. до н. э., в то время, как на территории Франко-Кантабрии создавались знаменитые памятники пещерной живописи (например, в пещере Ласко), Шотландия всё ещё была покрыта ледником. Из-за более суровых климатических условий поселения в Шотландии возникли намного позже, чем в Западной Европе. Весьма скудные археологические данные эпохи верхнего палеолита из Шотландии не позволяют судить, насколько развитие на территории Шотландии в период голоценового климатического оптимума поспевало за развитием Европы. Некоторые находки, тем не менее, указывают на наличие достаточно крупных и хорошо организованных сообществ охотников-собирателей. Мезолитические погребения до настоящего времени в Шотландии не обнаружены.
| Датировка (до н. э.) | Местонахождение          | Описание | Тип    |
| 10800                | Айлей                    | Кремнёвый наконечник стрелы, обнаруженный в поле близ Бридженда. Вероятно, он относится к концу аллерёдского потепления, длившегося около 12000-11000 гг. до н. э. Это единственная находка в Шотландии, относящаяся ко времени указанного потепления.                              | (S)    |
| 11000-9640           | Вся территория Шотландии | Лох-Ломондское похолодание позднего дриаса. Свидетельств человеческой деятельности за этот период в Шотландии не обнаружено, если не считать возможной датировки наконечника с Айлей 10800 г. до н. э., которую большинство исследователей относят к эпохе аллерёдского потепления. | (E)    |
| 8500                 | Крамонд                  | Остатки временного лагеря, где найдено более 3000 артефактов, в том числе около 300 каменных орудий и фрагментов. | (S, O) |
| 7700-7500            | Рам                      | Обгоревшая скорлупа лещины и микроскопические частицы древесного угля, найденные в Фарм-Филдс, Кинлох, свидетельствуют о наличии здесь поселения. Вплоть до обнаружения Крамонда в 2001 г. поселение на Раме считалось старейшим в Шотландии.                                       | (O)    |
| 7500 и 5500          | Эплкросс                 | Куча раковин и пещерное жилище в Сэнде на Западном Россе. | (B, S) |
| 6700                 | Колонсей                 | Мусорная яма, где найдена многочисленная обгоревшая скорлупа лещины, вся относящаяся к одному и тому же году, на возвышенном берегу в Staosnaig. Обнаруженные поблизости небольшие ямы использовались для обжаривания этих орехов.                                                  | (O)    |
| 6500                 | Скай                     | Пещерное жилище и мусорная куча в Корране, Стаффин. Вероятно, это поселение связано с поселением в Сэнде. | (S, O) |
| 6500                 | Айлей                    | Каменные артефакты, в том числе 250 тыс. кремней в Болсее (Bolsay). | (S)    |
| 6500-5500            | Рам                      | Поселение на берегу близ озера Лох-Скресорт со свайными отверстиями, указывающими на жилища палаточного типа. | (F, O) |
| 6000                 | Джура                    | Три каменных очага и следы красной охры — наиболее раннее из найденных каменное сооружение. | (S)    |
| 6000                 | Прибрежные затопления    | Гигантский оползень Стурегга на побережье Норвегии стал причиной цунами, волны которого достигали высоты 25 метров. Имеются многочисленные свидетельства масштабного затопления побережья, в особенности на севере и востоке.                                                       | (E)    |
| 5300-4300            | Оронсей                  | Пять мусорных куч, в которых найдено большое количество раковин моллюсков, несколько рыбьих костей, оленьи рога и человеческие останки. Заполнение мусорных куч, вероятно, было сезонным.                                                                                           | (B)    |

## Неолит

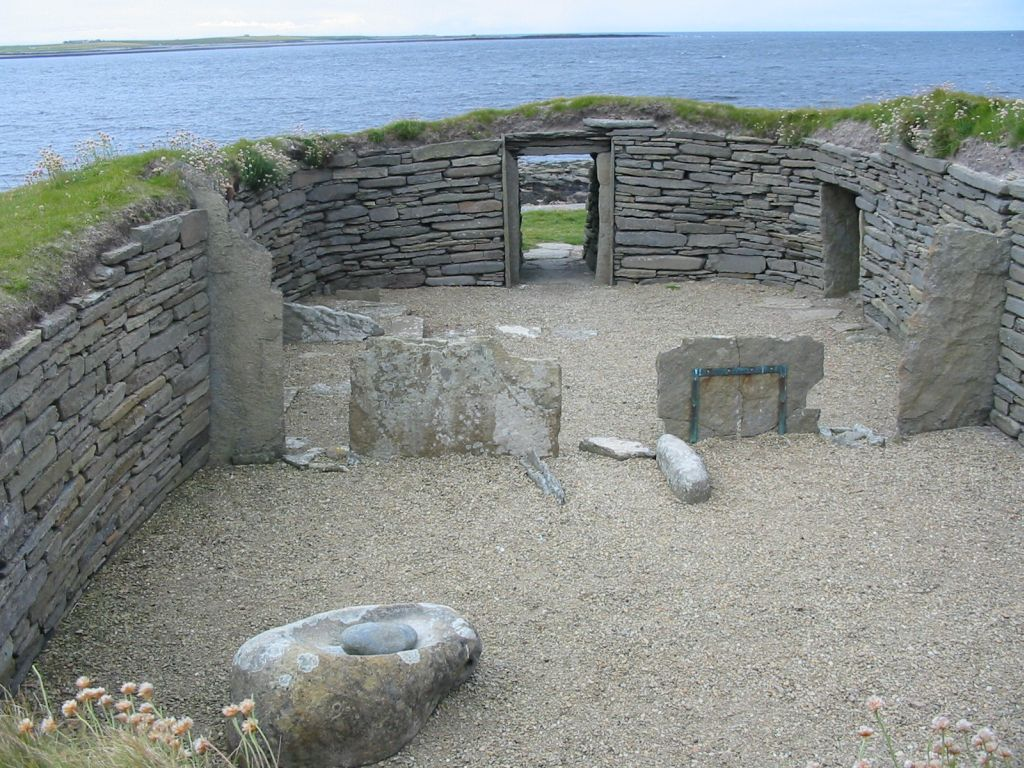
Нэп-оф-Хауар. Здесь находится, вероятно, древнейший сохранившийся дом в Северной Европе.

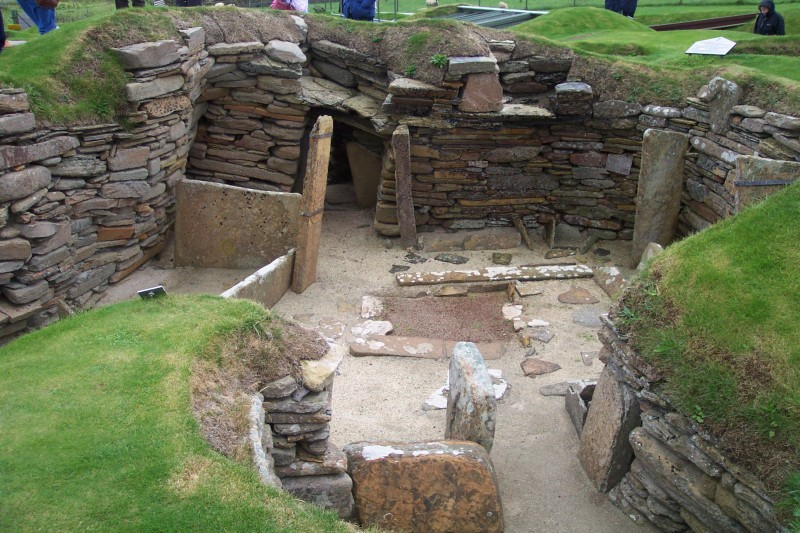
Скара-Брей на Оркнейских островах: лучшее по сохранности в Европе неолитическое селение.

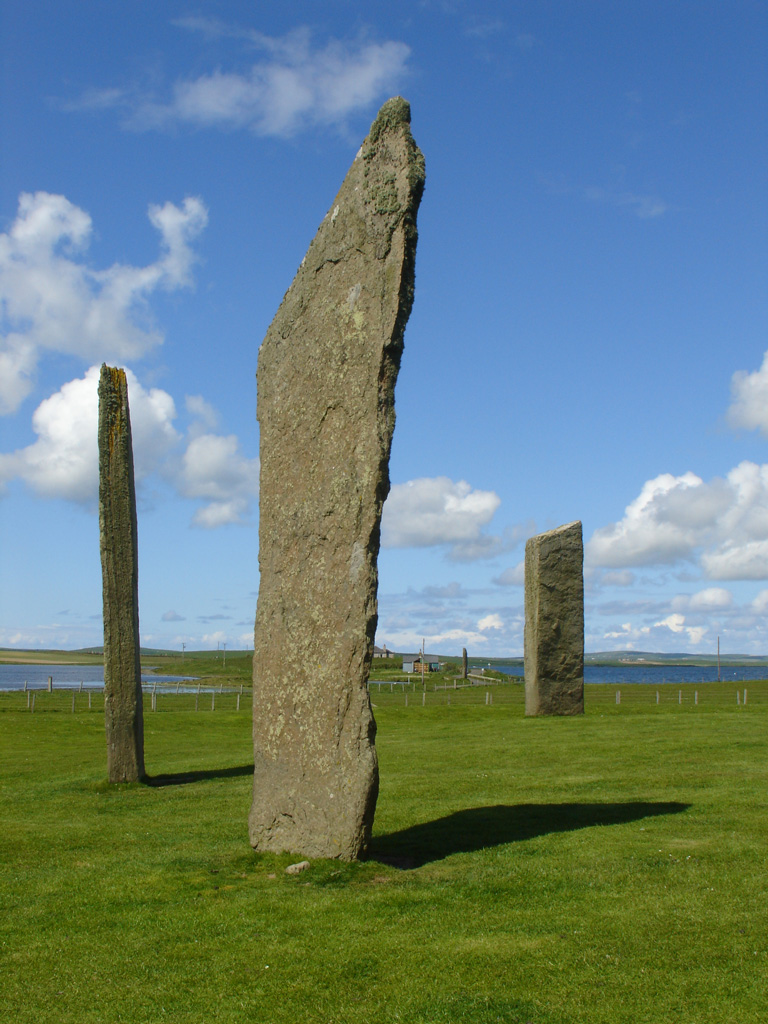
Мегалиты Стеннеса, Оркней

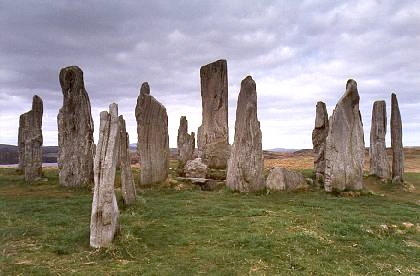
en:Callanish Stones — один из лучших кромлехов в Шотландии

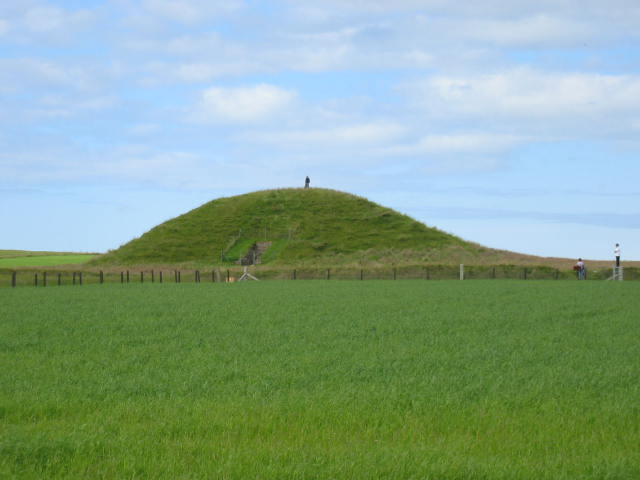
Камерная гробница Мэйсхау, Оркней

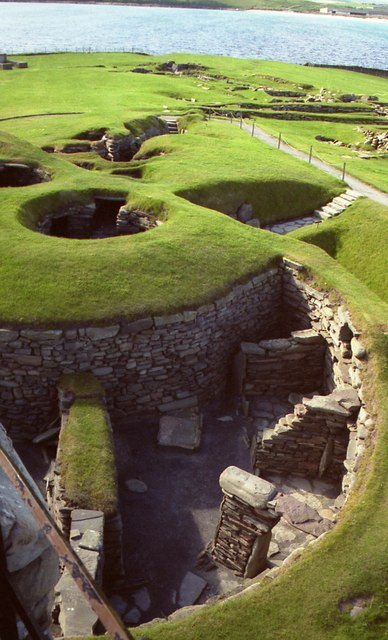
Ярлсхоф, Шетлендские острова, вновь открыт в XIX веке

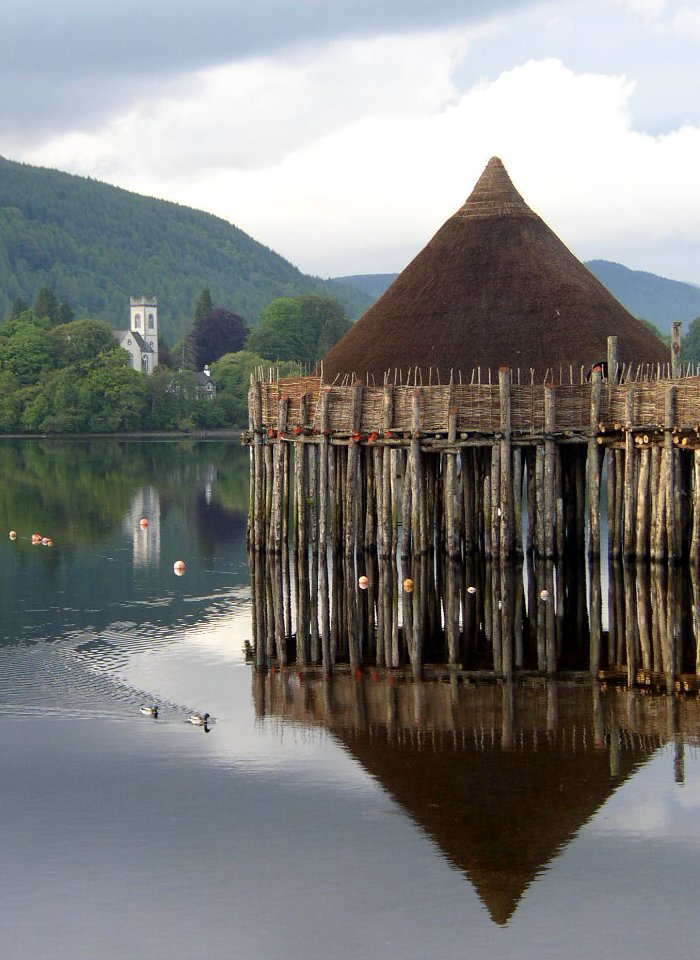
Реконструированный кранног на Лох-Тей

Неолитические памятники в Шотландии свидетельствуют о радикальном разрыве с прежними традициями охоты и собирательства. В этот период развиваются общества со сложной социальной структурой. Развитие уже не является линейным, за прогрессом в архитектуре следуют периоды застоя и даже отступления к прежнему уровню. К примеру, у поселения Болбрайди к 21 в. обнаружено только два аналога, в Келсо и в долине Форт, и все эти поселения совершенно непохожи ни на существовавшие в этих местах ранее, ни на более поздние памятники монументальной каменной скульптуры. Деревянные дома аналогичного размера не создавались в Шотландии вплоть до англосаксонского вторжения 4 тысячелетия спустя. Знаменитые неолитические памятники Оркнейских островов были сооружены почти одновременно с возникновением древнеегипетской культуры, более чем за 500 лет до сооружения пирамиды Хеопса и почти за тысячелетие до Стоунхенджа.
| Датировка (гг. до н. э.) | Местонахождение     | Описание | Тип    |
| 3900-3200                | Абердиншир          | Длинный дом в Болбрайди. Длина сооружения составляет 26 метров, а ширина — 13 метров, высота крыши составляла, по-видимому, 10 метров. Дом мог вмещать до 50 человек. Рядом обнаружены древнейшие следы пастушества, датируемые около 3780 г. до н. э. | (F, O) |
| 3700-2800                | Папа-Уэстрей        | Неолитическое земледельческое поселение Нэп-оф-Хауар — вероятно, старейший сохранившийся дом в северной Европе, в котором обнаружены фрагменты анстенской керамики. Сооружение было населено в течение 900 лет. | (P, S) |
| 3600                     | Миклур              | Кольца земляных насыпей Кливен-Дайк (Cleaven Dyke) — сооружение, уникальное для Шотландии, хотя известное в других местах Британии и Европы, а также длинный курган Геральд-Хилл (Herald Hill). | (S)    |
| 3500-2500                | Западный Лотиан     | При раскопках Кэрнпэппл-Хилла обнаружены керамические миски и каменные топоры, по-видимому, ритуального характера. Тысячелетие спустя, в бронзовом веке, здесь был сооружён крупный хендж (см. ниже). | (P, S) |
| 3500-2000                | Оркнейские острова  | С 2003 г. раскапывается археологический участок на мысу Бродгар близ озера Харрей. Здесь обнаружены следы жилищ, каменных валунов с украшениями, массивная каменная стена с основанием шириной 4 метра, а также крупное здание длиной 25 м и шириной 20 м («неолитический собор»). | (P, S) |
| 3400                     | Шетландские острова | Археологический памятник Scourd of Brouster в Уолсе включает шесть-семь огороженных полей и три каменных круглых дома, в которых обнаружены наиболее ранние лезвия мотыг в Шотландии. | (S)    |
| 3200-2800                | Норт-Уист           | en:Eilean Dòmhnuill в Лох-Олабат — вероятно, наиболее ранний кранног в Шотландии. Финальная фаза краннога имеет сходство с Нэп-оф-Хауар. | (P, S) |
| 3200-2950                | Оркнейские острова  | Посёлок Барнхаус, другая группа строений, включая одно, которое могло быть использовано для общественных собраний. | (S)    |
| 3100-2500                | Оркнейские острова  | Скара-Брей, состоящий из десяти объединённых в комплексы домов. Это лучшее из сохранившихся в Северной Европе неолитическое поселение. | (O, S) |
| 3100                     | Оркнейские острова  | Мегалиты Стеннеса — четыре мегалита, сохранившихся от древнего хенджа, крупнейший их который имеет высоту 6 метров. | (S)    |
| 3100                     | Саут-Роналдсей      | Гробница Орлов, где обнаружено 16 тыс. человеческих костей и 725 птичьих, в основном принадлежащих орлану-белохвосту. Эта камерная гробница использовалась в течение не менее 800 лет, и рассматривается археологами как одна из лучших в своём роде на севере Шотландии. | (B, S) |
| 3000                     | Аргайл              | Килмартин-Глен, где в радиусе 10 км найдено 350 артефактов неолита и бронзового века, включая укрепление на холме en:Dunadd. | (S)    |
| 3000?                    | Сент-Килда          | Обломки «гебридской керамики» (Hebridean Ware) и каменоломня для добычи сырья для каменных орудий обнаружены на склонах холма Маллак-Сгар (Mullach Sgar). Каменные лезвия мотыг, тёрок для зерна и ножей типа Skaill (каменный обломок с острой гранью, использовавшийся для резки — назван в честь бухты Скейл, англ. Skaill Bay на Оркнейских островах, где находится памятник Всемирного наследия Скара-Брей)) были обнаружены в бухте Вилидж, англ. Village Bay, в древнем хранилище, напоминавшем по форме улей. Датировка спорная, между 3500 и 1500 гг. до н. э. | (P, S) |
| 3000-2500                | Уэстрей             | В 2009 г. в Линкс-оф-Нолтленд обнаружена ромбовидная статуэтка, вырезанная, вероятно, около 3000 — 2500 гг. до н. э. Это наиболее раннее изображение человеческого лица из обнаруженных в Шотландии. На лице имеются две точки вместо глаз, массивные брови и продолговатый нос, а на теле — орнамент, вероятно, обозначавший одежду. | (S)    |
| 2900-2600                | Льюис               | Калланишские камни — один из лучшевсего сохранившихся кромлехов в Шотландии. 13 монолитов высотой от 1 до 5 метров образуют круг диаметром около 13 метров. | (S)    |
| 2700                     | Оркнейские острова  | Мэйсхау, крупный и уникальный каирн (по конструкции одновременно камерная гробница и коридорная гробница), расположенный так, что его центральная камера освещается солнцем во время Зимнего солнцестояния. Каирн был разграблен викингами, оставившими здесь из наиболее крупных коллекций рунических надписей в мире. | (S)    |
| 2500                     | Шетландские острова | Ярлсхоф — наиболее известный археологический памятник Шетландских островов. Наиболее ранние находки — керамика неолита, хотя основное поселение относится уже к бронзовому веку (см. ниже). Неолитическое поселение, обнаруженное поблизости, датируется примерно 3200 г. до н. э. | (P)    |
| 2500                     | Оркнейские острова  | Круг Бродгара, кромлех диаметром 104 метра. Изначально состоял из 60 камней, расположенных внутри кольцевого рва глубиной до 3 метров и шириной до 10 метров. По оценкам, на сооружение Кольца ушло около 80000 человеко-часов. | (S)    |
| 2500?                    | Хой                 | Гробница Дворфи-Стейн, выполненная из монолитного крупного блока красного песчаника с выдолбленной центральной камерой. Подобный стиль совершенно не характерен для других оркнейских памятников эпохи неолита. | (S)    |
| 2460                     | Рам                 | Наиболее раннее свидетельство очистки земли от леса и земледелия, обнаруженное под слоем торфа близ Кинлоха. | (O)    |

## Бронзовый и железный века

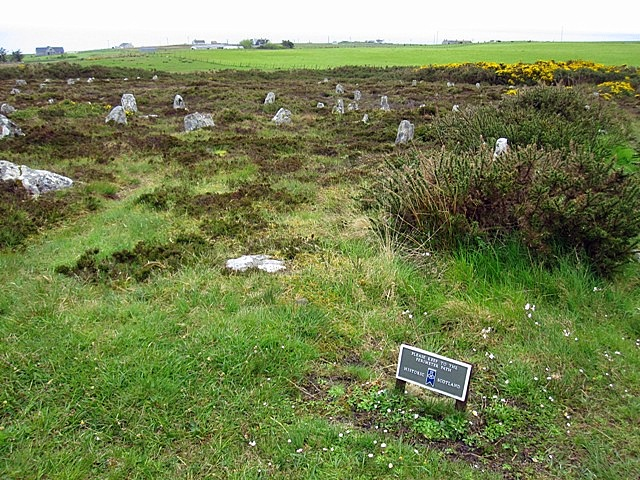
Холм множества камней, Clyth

С началом бронзового века и примерно до 2000 г. до н. э. археологические данные свидетельствуют о снижении количества новых крупных каменных сооружений. Анализ пыльцы показывает, что в это время площадь лесов расширилась за счёт ранее культивировавшихся земель. Теперь на Оркнейских островах погребения совершались в небольших цистах (каменных ящиках) на значительном удалении от мегалитов. Получила распространение новая традиция колоколовидных кубков.
Проникновение в Шотландию из Европы бронзовой и железной металлургии растянулось на значительное время. Это контрастировало с предшествовавшим неолитом, когда, напротив, неолитическое монументальное искусство распространялось на юг с севера Шотландии на остальную часть Британии.
По мере развития бронзового века население Шотландии, по одной из гипотез, дошло до уровня около 300 тыс. человек (очень сильно завышенная цифра) во 2 тысячелетии до н. э.
Несмотря на авторитетные ссылки, данная цифра весьма далека от действительности. Учитывая «закон перманентного роста населения», исходя из современной численности населения Шотландии, всё население территории нынешней Шотландии в бронзовом веке вряд ли превышало цифру в 36 тыс. человек. В пользу этого говорят как незначительная величина и большая разреженность найденных археологами поселений, так и позднейшие исторические источники, где действующие лица оперируют крошечными цифрами (для примера рекомендуются исследования Ганса Дельбрюка и исландские Саги).
Между историками существуют споры по поводу того, правомерно ли говорить о появлении кельтской культуры в Шотландии около 1000 г. до н. э., при этом остаются нерешёнными вопросы о происхождении местной докельтской пиктской цивилизации и о её непосредственных предках.
Существовали очевидные различия между образом жизни различных племён бронзового века, населявших Шотландию. В частности, находки в Трапрейн-Ло (Traprain Law, близ современного Эдинбурге) показывают, что жрецы в этих местах проводили церемонии, подобные проводившимся в континентальной Европе. С другой стороны, хотя в Клад-Халлане на Внешних Гебридах были найдены мумии, местный образ жизни, весьма скромный, был далёк от роскоши двора Тутанхамона, хотя положение местных жителей было лучше, чем у рабов Египта, строивших Амарну в это же время.
| Датировка (до н. э.) | Местонахождение     | Описание | Тип    |
| 2250-1950            | Сатерленд           | Мигдейлский клад — находка эпохи раннего бронзового века в замке Скибо. Включает два бронзовых топора, несколько пар ручных и ножных браслетов, ожерелье из 40 бронзовых бусин, ушные подвески и чеканные изделия из бронзы, а также пуговицы из лигнита.                                                                                             | (M)    |
| 2000                 | Западный Лотиан     | В дополнение к находкам неолитического периода на Кэрнпэппл-Хилл (см. выше), здесь обнаружены предметы керамики поздней культуры колоколовидных кубков (около 2000 г. до н. э.), погребальные цисты и могилы британского железного века, вероятно, вплоть до эпохи христианства.                                                                      | (P, S) |
| 2000                 | Фортевиот           | Гробница бронзового века с погребальными дарами, включающими останки правителя раннего бронзового века, уложенного на мелкие камешки белого кварца и берёзовую кору вместе с личными предметами, среди которых — бронзовый и золотой кинжалы, деревянная миска и кожаный мешок.                                                                       | (M, S) |
| 2000                 | Нэрн                | Каирны типа Клава в Балнуаране — три крупных круговых камерных гробницы, окружённых бордюром из крупных булыжников. Это лучше всего сохранившиеся из 45 подобных каирнов, обнаруженных в Инвернессшире. | (S)    |
| 2000                 | Инвернесс           | Погребальный цист, найденный в Кулдухеле, содержал зазубренные наконечники стрел и нагрудник лучника с золотыми заклёпками. | (M, S) |
| 2000                 | Аргайл              | Наскальные рисунки обнаружены в лесу Achnabreac близ Лохгилпхеда. Здесь найдены одни из самых крупных знаков кубка и кольца в Британии. Вероятно, данный памятник связан с близлежащим Килмартин-Гленом, что говорит о том, что последний использовался в течение тысячелетия.                                                                        | (S)    |
| 1600-1100            | Саут-Уист           | Клад-Халлан — единственное место в Великобритании, где были обнаружены доисторические мумии. | (O, S) |
| 1500?-200            | Абердиншир          | en:Bennachie, холм с останками бронзового и железного веков, включая круглый дом диаметром 20 м. | (S)    |
| 1500-150 н. э.       | Восточный Лотиан    | en:Traprain Law — укреплённое поселение на холме и некрополь площадью 16 га, местонахождение en:Votadini power. | (M, S) |
| 1255                 | Долина реки Форт    | Три деревянных колёсных диска обнаружены в Блэр-Драммонде — это наиболее раннее свидетельство колёсного транспорта в Британии. | (O)    |
| 1159±                | Исландия            | Извержение вулкана Гекла привело к существенному ухудшению экологии, в том числе с точки зрения роста растений, и могло вдвое уменьшить население эпохи бронзового века (см. статью бронзовый коллапс). После этого производство орудий труда упало, но оружие стало изготавливаться в большем количестве, что свидетельствует о неспокойном периоде. | (E)    |
| 1000                 | Мелроуз             | Форт на вершине холма Эйлдон с валами длиной 5 км; население его могло составлять от 3000 до 6000 человек. | (O)    |
| 1-е тысячелетие      | Скай                | Остатки форта Дун-Рингилл напоминают по планировке как брохи, так и атлантические круглые дома. | S      |
| 800 г. и далее       | Шетлендские острова | Важнейшее поселение этого времени Ярлсхоф включает кузницу, группу колёсных домов и более поздний брох. Место было населено вплоть до появления викингов. | (P, S) |
| 800                  | Пертшир             | Клад бронзовых предметов обнаружен в торфянике у Корримуклоха: он включал три топора, лезвие меча и крупный ковш. Ковш уникален в британском контексте. | (M)    |
| 600?                 | Россшир             | Дун в Руг-Руаде на юго-западном побережье озера Лох-Брум — ранний пример атлантического круглого дома, из которого позднее развились брохи. | (S)    |
| 400                  | Эдинбург            | Погребение с колесницей обнаружено в Ньюбридже в 2001 г. — это первая подобная находка в Шотландии. | (M)    |
| 100?                 | Муза                | Брох из Музы построен на заключительной стадии сооружения брохов. Он имеет высоту 13 м и является хорошим примером этих сооружений, встречавшихся только на северо-западе Шотландии. Также хорошо сохранился другой брох, Дун-Карлоуэй в Льюисе, относящийся к тому же периоду.                                                                       | (S)    |

## Археологические памятники с неясной датировкой

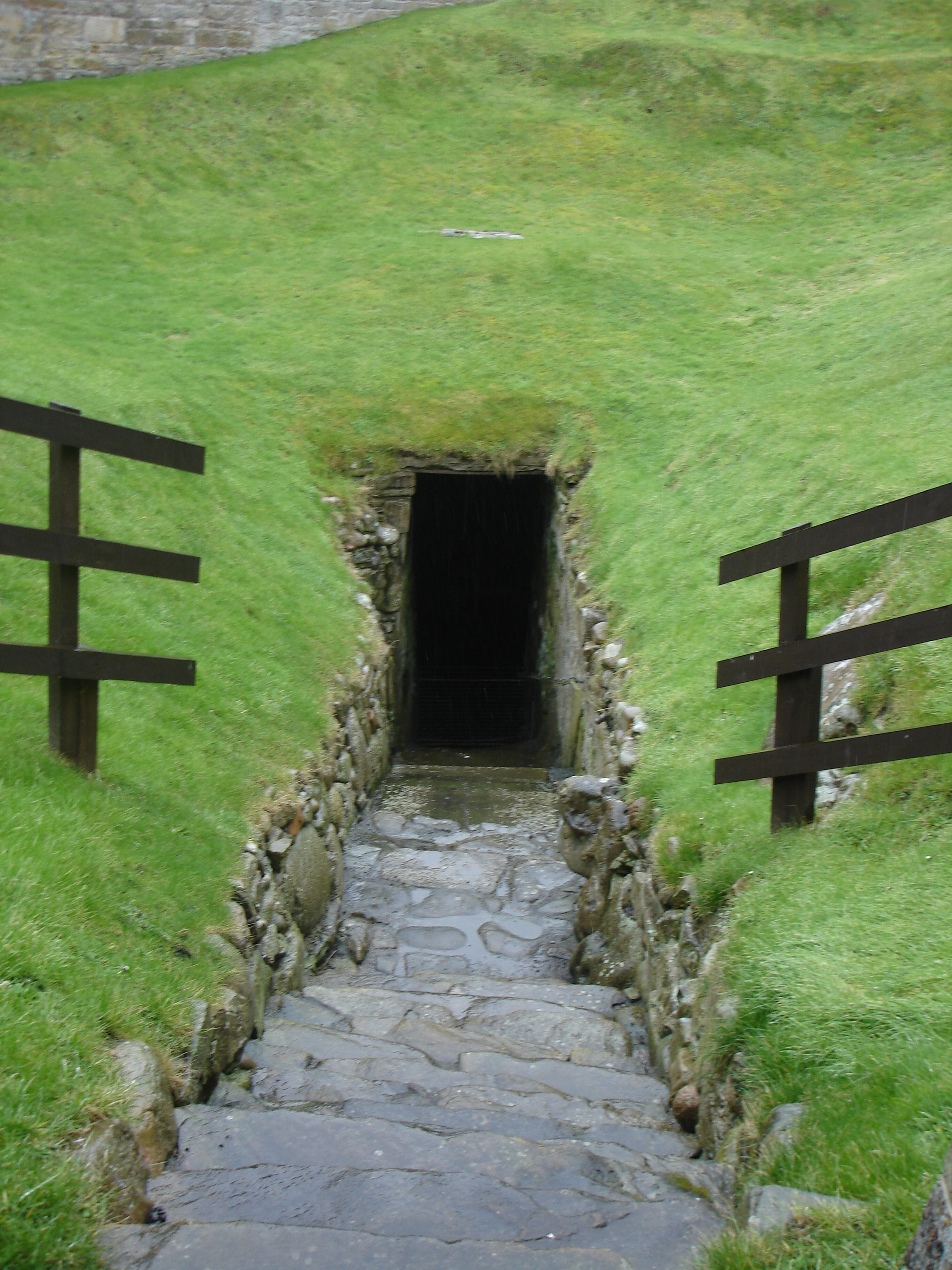
Камерная гробница Бёргхед (Burghead)

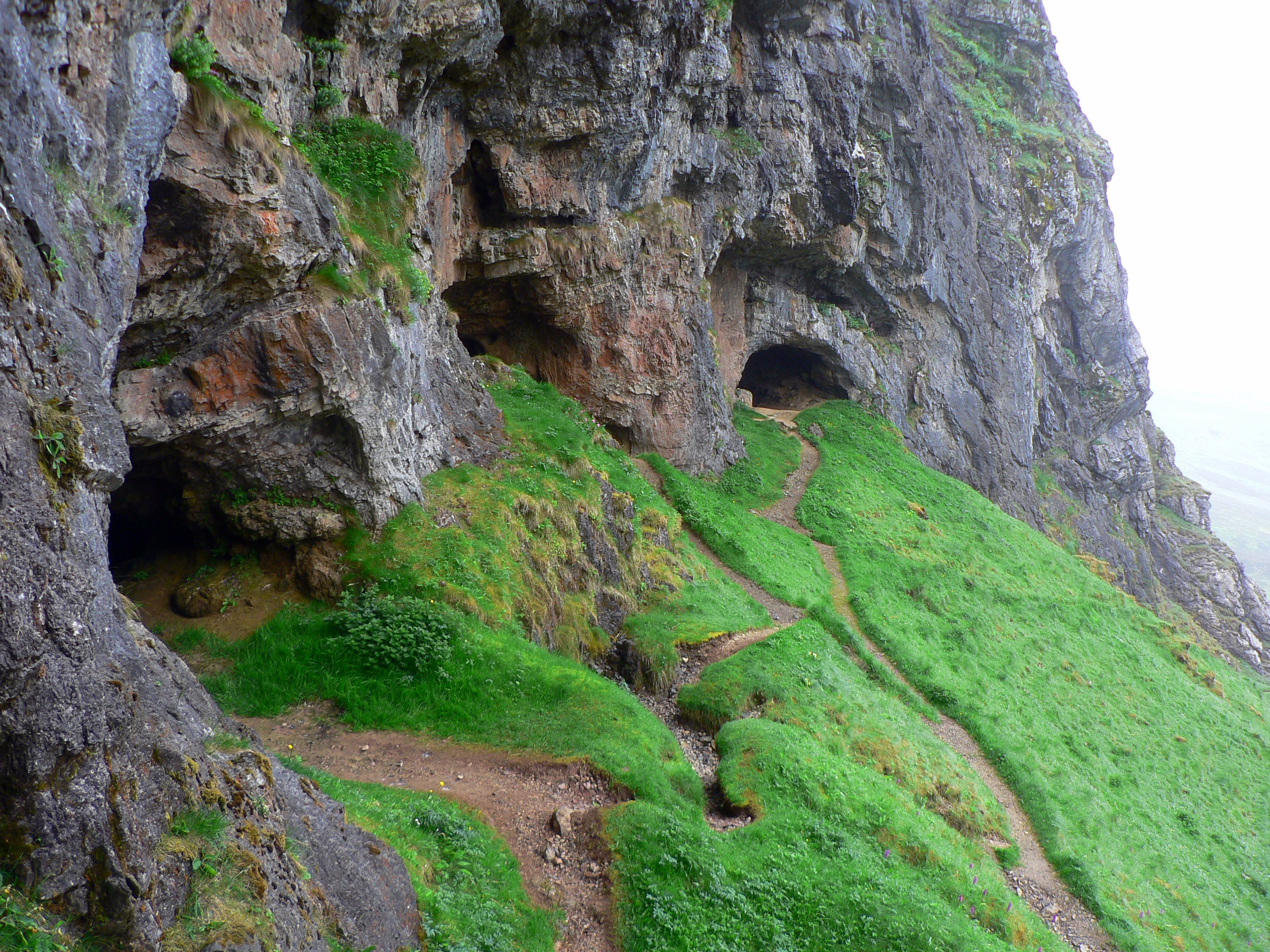
Пещеры Инхнадамф (Inchnadamph)

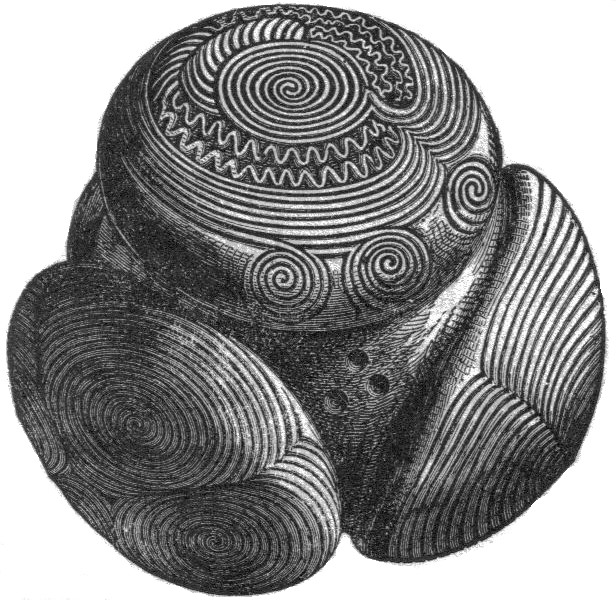
Зарисовка резных каменных шаров из Абердиншира, около 3200—2500 гг. до н. э.

Ряд важных археологических памятников до настоящего времени не имеют удовлетворительной датировки, либо содержат находки, относящиеся к различным периодам или трудно распознаваемые.
| Местонахождение | Описание | Тип       |
| Северное море   | Кремнёвое скребло, обнаруженное в море между Норвегией и Шетлендскими островами. Эта область (Доггерленд) представляла собой сушу в период 16000 — 8000 гг. до н. э., однако орудие могло быть утеряно и в более позднее время, выпав за борт лодки. | (S, M, O) |
| en:Assynt       | Находки в пещерах en:Inchnadamph свидетельствуют, что местные люди употребляли в пищу рысь, бурого медведя, песца и северного оленя. По ряду данных памятник может относиться к позднему палеолиту, однако углеродная датировка относит его лишь к 6000 г. до н. э. | (S, M, O) |
| Морей           | Разнообразные древние артефакты различных периодов настолько часто встречались в en:Culbin Sands между Форресом и Нэрном, что в конце XIX века «поиск стрел» стал любимым местным развлечением. 29500 предметов хранятся в en:National Museum of Scotland, и ещё много тысяч было утрачено. This extensive dunes complex was forested in the first half of the 20th century. | (S, M, O) |
| Абердиншир      | «Резные каменные шары» с неясной датировкой обнаружены на Оркнейских островах, в Скай, на островах Айона и Льюис. Абердинширские находки обнаружены в контексте «лежачих» кромлехов, что позволяет отнести их к неолиту. | (S)       |
| en:Hirta        | «Рогатые сооружения» (руины зданий с главным двором и двумя или более меньшими камерами и внешним двором, образованным двумя криволинейными или выгнутыми в виде рогов стенами) в Gleann Mòr, в том числе «Дом Амазонки». Ничего подобного данным сооружениям не существует ни в других местах Британии, ни в Европе, и происхождение сооружений неизвестно. Возможно, они являются пиктскими и относятся к периоду 400—900 гг. н. э., хотя допускается и более ранняя датировка. | (S)       |
| Морей           | Камерная гробница колодцевого типа в en:Burghead обнаружена в 1809 г. Это подземное сооружение уникально для шотландского контекста и, вероятно, относится к Тёмным векам после ухода римлян, хотя может быть и более поздним. | (S)       |